# Rising Force
Rising Force es el primer álbum de estudio del virtuoso de la guitarra Yngwie J. Malmsteen después de abandonar Alcatrazz. Publicado en 1984, en él combina velocidad y técnica con ambientaciones clásicas y barrocas, asemejándose en parte a la música de Beethoven y Paganini.

## Críticas
En un artículo de 2009 de la revista Guitar World, Rising Force ocupó el primer lugar en la lista de los diez mejores álbumes de todos los tiempos. El personal escribió: "Yngwie J. Malmsteen fue, es y será siempre el mejor shredder de todos los tiempos. Infierno, inventó el género con su debut en 1984".
"Black Star" y "Far Beyond the Sun" se han convertido en dos de las canciones más populares de Malmsteen, además de ser un elemento básico de su lista de canciones en vivo. En una entrevista de Guitar World en 2008, Malmsteen dijo sobre las dos canciones: "Probablemente tocaré 'Far Beyond the Sun' y 'Black Star' hasta el día en que muera".

## Lista de canciones
1. "Black Star" – 4:53
2. "Far Beyond the Sun" – 5:52
3. "Now Your Ships Are Burned" – 4:11
4. "Evil Eye" – 5:14
5. "Icarus' Dream Suite Op.4" – 8:33
6. "As Above, So Below" – 4:39
7. "Little Savage" – 5:22
8. "Farewell" – 0:49

## Intérpretes
- Yngwie J. Malmsteen: guitarras eléctricas, acústicas, bajo y pedales.
- Barriemore Barlow: batería.
- Jens Johansson: teclados.
- Jeff Scott Soto: voz.

- Datos: Q960409